# Aphis heiei
Aphis heiei är en insektsart som beskrevs av Holman 1998. Aphis heiei ingår i släktet Aphis och familjen långrörsbladlöss. Inga underarter finns listade i Catalogue of Life.